# Ингибиторы обратного захвата норадреналина
Ингибиторы обратного захвата норадреналина (ИОЗН), или ингибиторы обратного захвата норэпинефрина, — препараты, действующие как ингибиторы обратного захвата для нейромедиаторов норадреналина (норэпинефрина) и адреналина (эпинефрина) путём блокирования активности переносчика норадреналина. В свою очередь, этот процесс ведёт к повышению внеклеточной концентрации норадреналина и адреналина, что может повысить адренергическую нейротрансмиссию.
Благодаря психостимулирующим эффектам ИОЗН применяются в лечении таких состояний, как СДВГ и нарколепсия, а благодаря эффектам, подавляющим аппетит, применяются при лечении ожирения. Также они часто используются как антидепрессанты для лечения большого депрессивного расстройства, тревожности и панического расстройства. Вдобавок многим наркотикам, включая кокаин и метилфенидат, свойственна активность ИОЗН, хотя действие препаратов класса ИОЗН без сочетания с ингибитором обратного захвата дофамина не является в данном аспекте значимым, из чего следует, что у них ничтожно малый потенциал злоупотребления. Однако норадреналин действует синергически с дофамином при сочетании действия двух нейромедиаторов (например, в случае с ингибиторами обратного захвата норадреналина-дофамина), создавая наркотический психостимулирующий эффект.
Метаанализ, опубликованный в BMJ в 2011 году, показал, что эффект селективного ингибитора обратного захвата норадреналина ребоксетина не отличается от эффекта плацебо в лечении депрессии. Второй обзор, от Европейского агентства лекарственных средств, продемонстрировал, что ребоксетин значительно эффективнее, чем плацебо, а соотношение риска и лечебного эффекта оправданно. Более поздний обзор, также исследующий эффективность ребоксетина в лечении депрессии, заключил эффективность при сильной депрессии и паническом расстройстве, но не выявил сильно отличающихся от плацебо эффектов при умеренной депрессии.

## Список препаратов
Существует множество ИОЗН, в том числе следующие:
- Селективные ингибиторы обратного захвата норадреналина
  - Атомоксетин (Страттера)
  - Ребоксетин (Edronax, Vestra)
  - Вилоксазин (Qelbree, Vivalan)
- ИОЗН, также воздействующие на другие нейромедиаторы
  - Милнаципран (Иксел)
  - Имипрамин (Мелипрамин)
  - Венлафаксин (Велаксин, Велафакс, Венлаксор)
  - Дулоксетин (Симбалта, Депратал, Дулоксента)
  - Бупропион (Веллбутрин, Зибан)
  - Дезипрамин (Пертофран, Петилил)
  - Нортриптилин (Pamelor)

Значительная часть ИОЗН относится также к классу трициклических антидепрессантов, блокирующих обратный захват и других нейромедиаторов (в частности, серотонина и дофамина), и СИОЗСиН — разновидности современных антидепрессантов, большинство которых в большей степени влияют на обратный захват серотонина, чем норадреналина.